# Querenhorst
Querenhorst est une commune allemande de l'arrondissement de Helmstedt, Land de Basse-Saxe.

## Géographie
Querenhorst se situe au nord-ouest de Helmstedt, dans le parc naturel d'Elm-Lappwald.
| Groß Twülpstedt |             | Bahrdorf  |
|                 | Querenhorst |           |
| Rennau          | Mariental   | Grasleben |

La commune est traversée par la Bundesstraße 244, qui aboutit après 9 km au sud, à la Bundesautobahn 2, entre Hanovre et Berlin.

## Histoire
Le village est mentionné pour la première fois en 1203.

## Source, notes et références
- (de) Cet article est partiellement ou en totalité issu de l’article de Wikipédia en allemand intitulé « Querenhorst » (voir la liste des auteurs).